# 東京都交通安全協会
一般財団法人東京都交通安全協会（とうきょうとこうつうあんぜんきょうかい）は、東京都内の地区交通安全協会を統括する交通安全協会。元東京都知事所管の財団法人。

## 概要
東京都内の地区交通安全協会を統括する交通安全協会で、東京都内での季節単位で開催する交通安全運動をはじめ、自動車・自動二輪車の運転免許更新の伝達・更新事務、申請書や収入証紙の委託販売業務、自転車などに貼る反射シールや車輪のスポークに貼る反射材などの交通安全グッズの頒布、交通安全功労者の表彰及び国や全国法人への表彰推薦などを事業としている。
警察総合庁舎建替え工事に伴い、2023年3月13日から警視庁本郷通庁舎に仮移転中である。

## 地区
- 麹町交通安全協会
- 丸の内交通安全協会
- 神田交通安全協会
- 万世橋交通安全協会
- 中央交通安全協会
- 久松交通安全協会
- 築地交通安全協会
- 月島交通安全協会
- 愛宕交通安全協会
- 三田交通安全協会
- 高輪交通安全協会
- 麻布交通安全協会
- 赤坂交通安全協会
- 東京湾岸交通安全協会
- 大島交通安全協会
- 新島交通安全協会
- 三宅島交通安全協会
- 八丈島交通安全協会
- 小笠原交通安全協会
- 品川交通安全協会
- 大井交通安全協会
- 大崎交通安全協会
- 荏原交通安全協会
- 大森交通安全協会
- 田園調布交通安全協会
- 蒲田交通安全協会
- 池上交通安全協会
- 東京空港交通安全協会
- 世田谷交通安全協会
- 北沢交通安全協会
- 玉川交通安全協会
- 成城交通安全協会
- 目黒交通安全協会
- 碑文谷交通安全協会
- 渋谷交通安全協会
- 原宿交通安全協会
- 代々木交通安全協会
- 牛込交通安全協会
- 新宿交通安全協会
- 戸塚交通安全協会
- 四谷交通安全協会
- 中野交通安全協会
- 野方交通安全協会
- 荻窪交通安全協会
- 杉並交通安全協会
- 高井戸交通安全協会
- 大塚交通安全協会
- 駒込交通安全協会
- 富坂交通安全協会
- 本富士交通安全協会
- 池袋交通安全協会
- 巣鴨交通安全協会
- 目白警交通安全協会
- 浅草交通安全協会
- 上野交通安全協会
- 蔵前交通安全協会
- 下谷交通安全協会
- 荒川交通安全協会
- 尾久交通安全協会
- 南千住交通安全協会
- 綾瀬交通安全協会
- 千住交通安全協会
- 竹の塚交通安全協会
- 西新井交通安全協会
- 城東交通安全協会
- 深川交通安全協会
- 本所交通安全協会
- 向島交通安全協会
- 葛飾交通安全協会
- 亀有交通安全協会
- 葛西交通安全協会
- 小岩交通安全協会
- 小松川交通安全協会
- 立川交通安全協会
- 武蔵野交通安全協会
- 三鷹交通安全協会
- 府中交通安全協会
- 昭島交通安全協会
- 調布交通安全協会
- 小金井交通安全協会
- 小平交通安全協会
- 東村山交通安全協会
- 田無交通安全協会
- 東大和交通安全協会
- 高尾交通安全協会
- 八王子交通安全協会
- 南大沢交通安全協会
- 町田交通安全協会
- 日野交通安全協会
- 多摩中央交通安全協会
- 青梅交通安全協会
- 福生交通安全協会
- 五日市交通安全協会
- 赤羽交通安全協会
- 王子交通安全協会
- 滝野川交通安全協会
- 板橋交通安全協会
- 志村交通安全協会
- 高島平交通安全協会
- 石神井交通安全協会
- 練馬交通安全協会
- 光が丘交通安全協会